# Степович Андроник Іоаникійович
Андро́ник Іоани́кійович (Оникійович) Степо́вич (справжнє прізвище Дудка-Степович; 1857, Прилуки — 26 січня 1935, Київ) — історик-славіст, літературознавець, історик літератури, перекладач творів слов'янських письменників, директор Колегії П. Ґалаґана, доцент і професор Київського університету.

## Життєпис
Народився 1857 року в Прилуках.
У 1875 році закінчив Колегію П. Галагана, у 1879 році Імператорський університет Святого Володимира. Учень О. О. Котляревського та П. Г. Житецького. Став членом Історичного товариства імені Нестора-Літописця.
Працював інспектором народних училищ Волинської губернії. У 1879—1888 роках викладав російську словесність (українська була під забороною) у київських гімназіях, у 1895—1917 роках слов'янську філологію у Київському університеті.
У 1893—1906 роках був директором Колеґії Павла Галагана.
У 1907 році заснував у Києві приватну чоловічу гімназію.
Після жовтневого перевороту у 1920—1924 роках професор славістики в Київському інституті народної освіти, читав слов'янську філологію аспірантам ВУАН (до 1930 року).
Помер 26 листопада 1935 року у Києві. Похований в Києві на Лук'янівському цвинтарі (ділянка № 21, ряд 6, місце 4).

## Наукова діяльність
Автор високошкільних підручників з історії слов'янських літератур статей і рецензій в російських і українських журналах. Підручники за авторством Степовича:
- «Очерк истории чешской литературы», 1886;
- «Очерки из истории славянских литератур», 1893;
- «Очерки истории сербохорватской литературы», 1899.

Редагував «Ежегодник Коллегии П. Ґалаґана» (з 1894 року), збірки «Славянская Беседа» (2 тт., 1888 — 1891), «Рассвет» (1893), публікував матеріали з архівів Г. Ґалаґана та студії до соціальної історії Правобережжя.

## Рекомендована література
- Степович (Дудка-Степович) Андроник Іоаникійович // Україна в міжнародних відносинах. Енциклопедичний словник-довідник. Випуск 6. Біографічна частина: Н–Я / Відп. ред. М. М. Варварцев. — К.: Ін-т історії України НАН України, 2016. — с.220-221-
- Кухто А. Д. АНДРОНИК СТЕПОВИЧ (1856—1935 РР.): ЖИТТЯ ТА ОСНОВНІ НАПРЯМИ ТВОРЧОЇ ДІЯЛЬНОСТІ / ISSN 2076-5908. Вісник Черкаського університету. Серія «Історичні науки». 2019. № 1. С. 14-22.
- А. Степович на сайті «Українці в світі»